# Brommybrücke
Die Brommybrücke war eine Straßenbrücke über die Spree in Berlin und lag zwischen der Schillingbrücke und der Oberbaumbrücke. Als nördliche Verlängerung der Eisenbahnstraße führte auf ihr die Brommystraße von Kreuzberg nach Friedrichshain zur Mühlenstraße (in Höhe des Rummelsburger Platzes). Die Brücke wurde von 1907 bis 1909 erbaut, 1945 im Zweiten Weltkrieg zerstört; ein Wiederaufbau ist seit dem Fall der Mauer immer wieder im Gespräch.

## Geschichte und Beschreibung

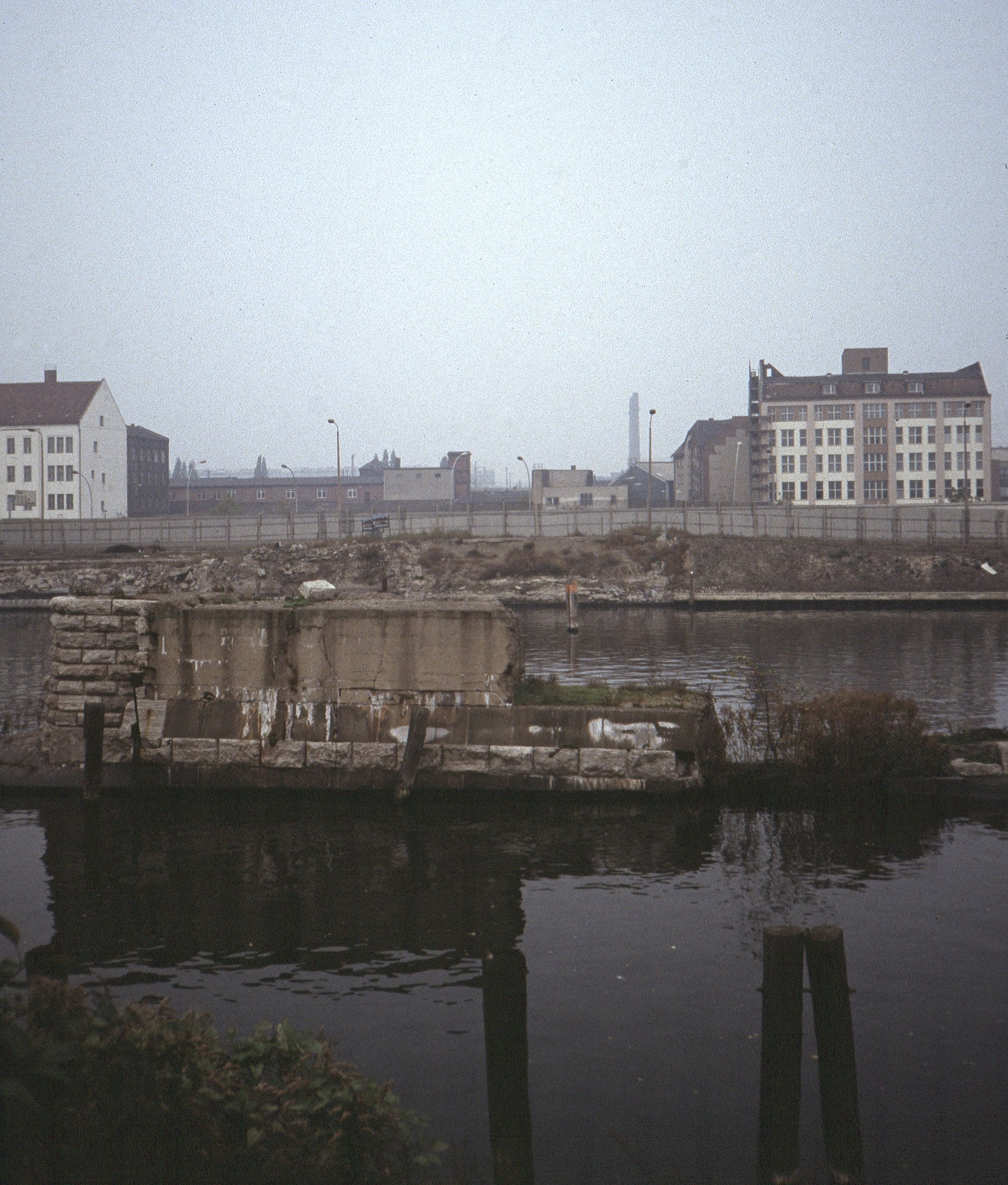
Pfeiler der Brommybrücke vor der Hinterlandmauer, 1987

Im Jahr 1851 wurde zwischen der Luisenstadt und der Mühlenstraße eine eingleisige Eisenbahnbrücke errichtet, über die eine innerstädtische Eisenbahnstrecke, die Berliner Verbindungsbahn, geführt wurde. Diese Bahn diente dem Gütertransport und verband unter anderem die Kopfbahnhöfe Frankfurter und Hamburger Bahnhof miteinander. Die Flussquerung der Verbindungsbahn war in der Mitte der Spree als Drehbrücke ausgeführt, damit auch Schiffe weiterhin ungehindert fahren konnten. Für Fußgängerpassagen war seitwärts ein schmaler Weg vorhanden. Verkehrsstauungen, Schmutz und Lärm für die Anwohner führten schließlich 1871 zur fast völligen Einstellung des Verkehrs auf der Verbindungsbahn, lediglich der Kohlentransport bis zu den Gasanstalten in Kreuzberg wurde noch durchgeführt.
Den Fußgängern wurde 1882 durch einen höher gelegten Überbau die ungestörte Passage der Brücke ermöglicht. Dieser Übergang war jedoch schon 1893 marode und musste vollständig neu gebaut werden, eine direkte Straßenbrücke gab es aber weiterhin nicht. Da bald auf diesem Weg keine Kohle mehr mit der Eisenbahn transportiert werden musste, wurde die Drehbrücke nicht mehr benutzt, war aber den Schiffern ein Hindernis, dessen Abriss sie beim Magistrat beantragten.
Stattdessen wurde nun eine neue, für den Straßenverkehr geeignete Brücke projektiert, für die eine Straße von der Eisenbahnstraße zum Spreeübergang neu angelegt werden musste, und zwar dort, wo vorher die Bahnlinie verlief. Alfred Messel erhielt den Auftrag zum Entwurf der neuen Brücke. Messel plante die Errichtung einer dreijochigen Gewölbebrücke aus Stampfbeton. Für den Unterwasserteil war eine Verkleidung mit Granit, für den sichtbaren Teil eine Verkleidung mit fränkischem Muschelkalk vorgesehen. Durch kaiserlichen Erlass erhielt diese Brücke am 15. Juni 1906 – noch vor dem Baubeginn 1907 – den Namen Brommybrücke zu Ehren von Admiral Brommy (eigentlich Karl Rudolf Bromme). Die Bauunternehmung Dyckerhoff & Widmann AG führte die Stampfbeton-Arbeiten aus.
Am 4. Dezember 1909 wurde die 18 Meter breite und 95 Meter lange Brommybrücke dem Verkehr übergeben. Im städtischen Adressbuch 1915 finden sich unter Sehenswürdigkeiten die damaligen Brücken Berlins. Hier heißt es: „Die Brommybrücke verbindet die Cöpenicker Str. mit der Mühlenstr. Der Bau der Brücke hat etwas mehr als 2 Jahre gedauert und hat die Ausführung die Firma Dyckerhoff & Wiedemann in Biebrich a. Rh. in Händen gehabt. Die Breite der Brücke ist nahezu der anstoßenden 18 m breiten Brommystr. und weißt drei Öffnungen zum Durchlaß der Schiffe auf, wovon die mittelste 30 m, die beiden seitlichen Oeffnungen je 26,5 m aufweisen. Die Spree hat an dieser Stelle eine Breite von 100 m. – Dem Fahrverkehr übergeben am 4. Dezember 1909.“
Über den beiden mittleren auskragenden Brückenpfeilern erhoben sich auf jeder Seite Schutzhäuschen, die Eckpfeiler des Geländers waren geschmückt mit Plastiken von Ignatius Taschner, der auch bei den Figuren am Märchenbrunnen im Volkspark Friedrichshain beteiligt war. Diese Bildhauerarbeiten stellten Putten dar, die auf sagenhaften, fischschwänzigen Tieren wie Hund, Löwe, Adler und Widder saßen. Die nun über die Brücke führende Straße erhielt ihren Namen nach dem Marineoffizier und Konteradmiral Karl Rudolf Brommy.

Die Brückenskulpturen
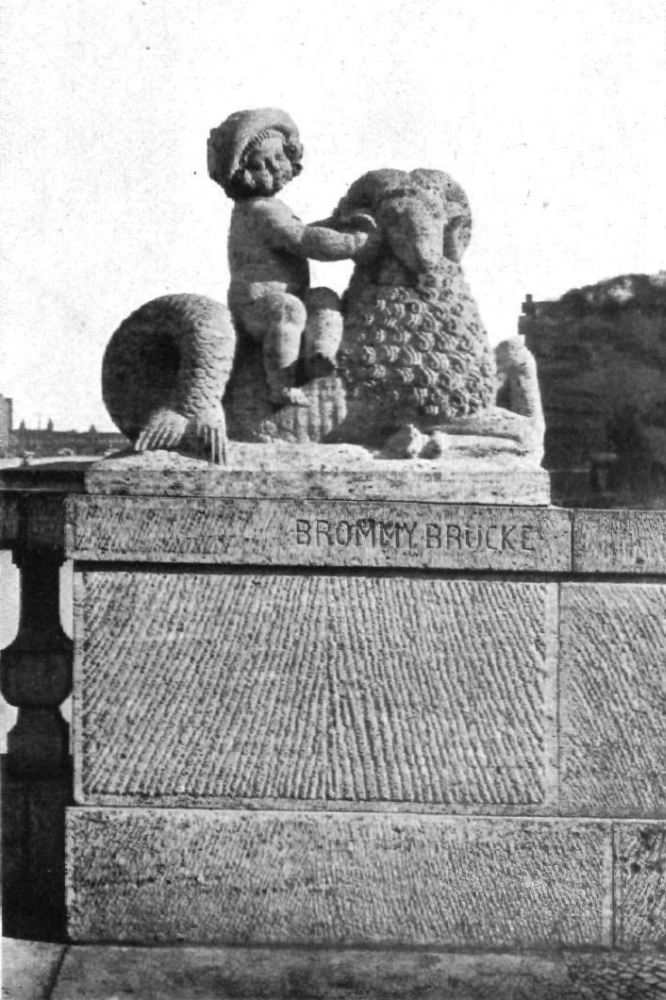
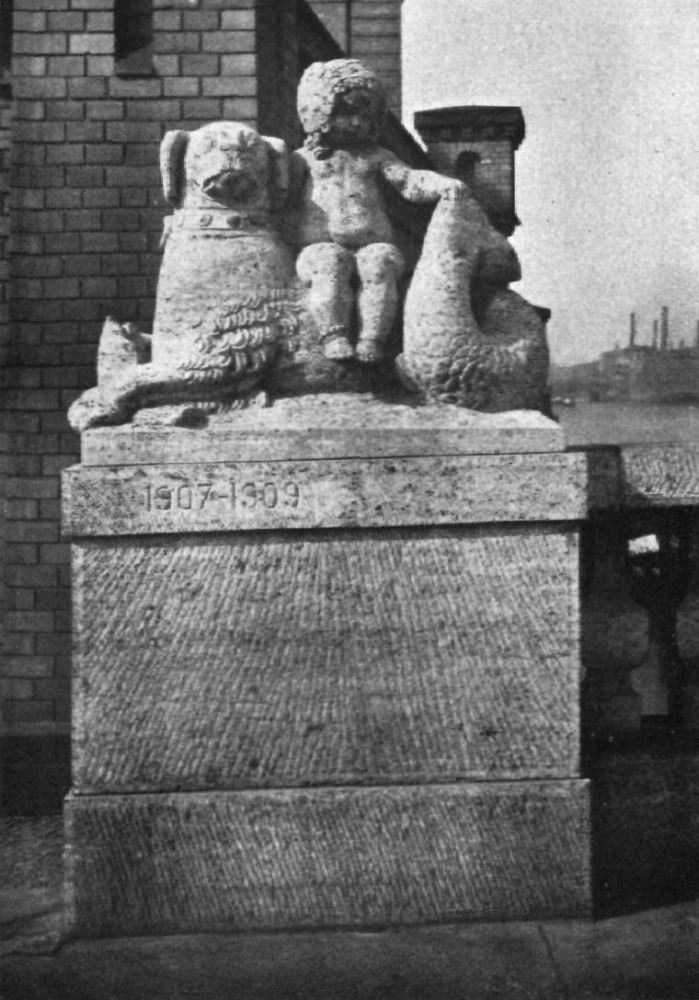
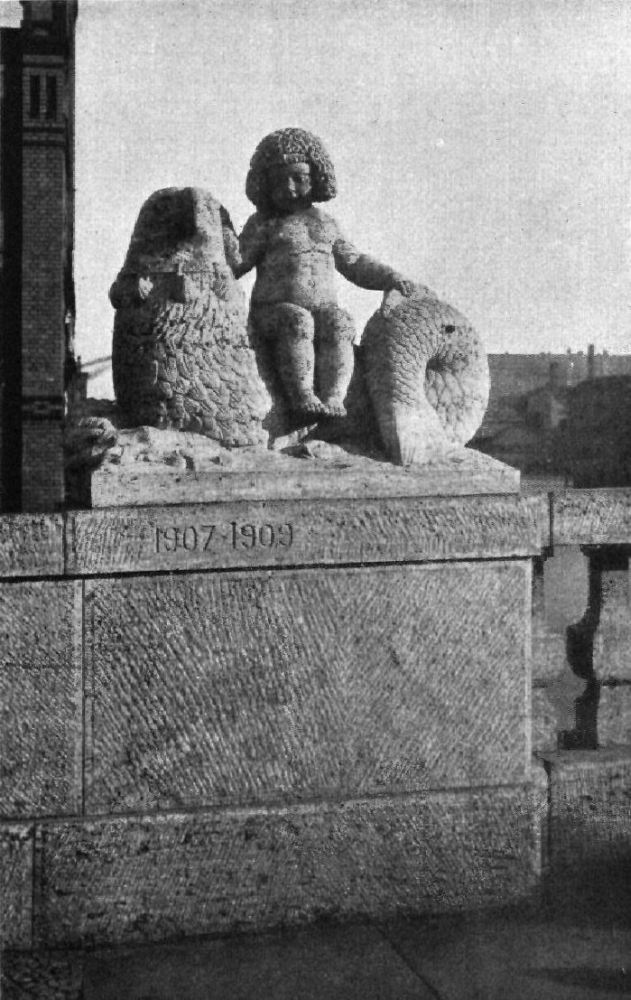
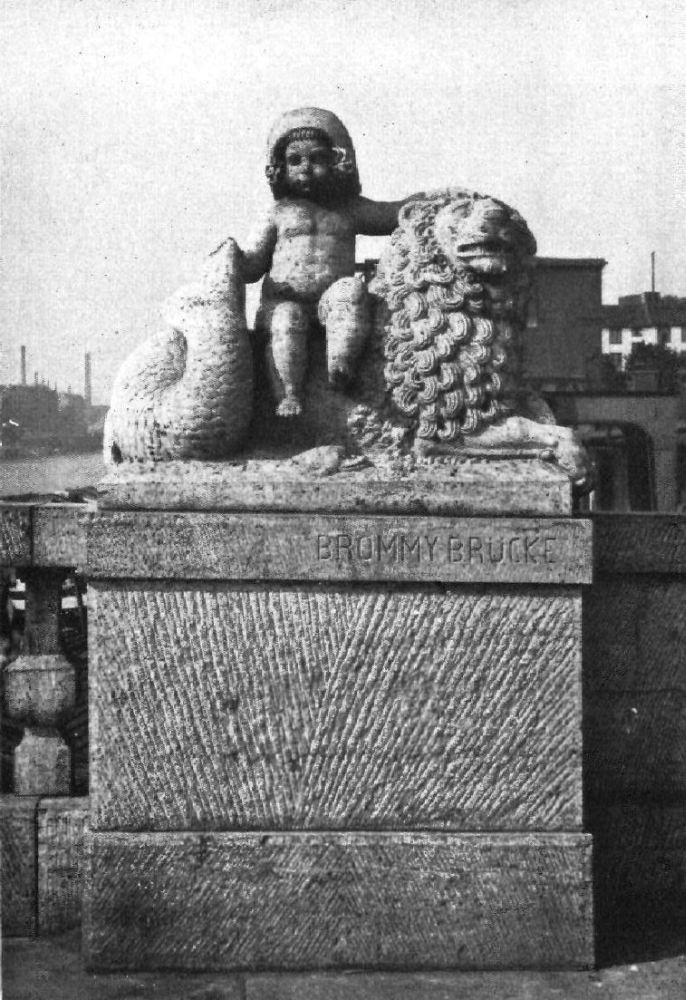

Im Zweiten Weltkrieg wurde auch diese Brücke gesprengt, um damit der anrückenden Roten Armee den Vormarsch zu erschweren. Im Gegensatz zu anderen wichtigen Verkehrsbrücken wurde die Brommybrücke nicht wieder aufgebaut. Bis auf die im Fluss stehenden Pfeilerreste wurden alle Brückenbauteile 1950/1951 abgeräumt. Fabriken und Wohngebäude an der auf die Brücke zuführenden Brommystraße wurden verlagert oder abgerissen. Der anschließend planierte Streifen zwischen Spreeufer und der Stralauer Allee verlor mit dem Bau der Berliner Mauer und der bald folgenden Hinterlandmauer (seit den 1990er Jahren als East Side Gallery bekannt) alle Hinweise auf eine früher hier beginnende Brücke. Die eigentlich damit nicht mehr vorhandene Brommystraße war jedoch noch in amtlichen Unterlagen bis 1974 enthalten.

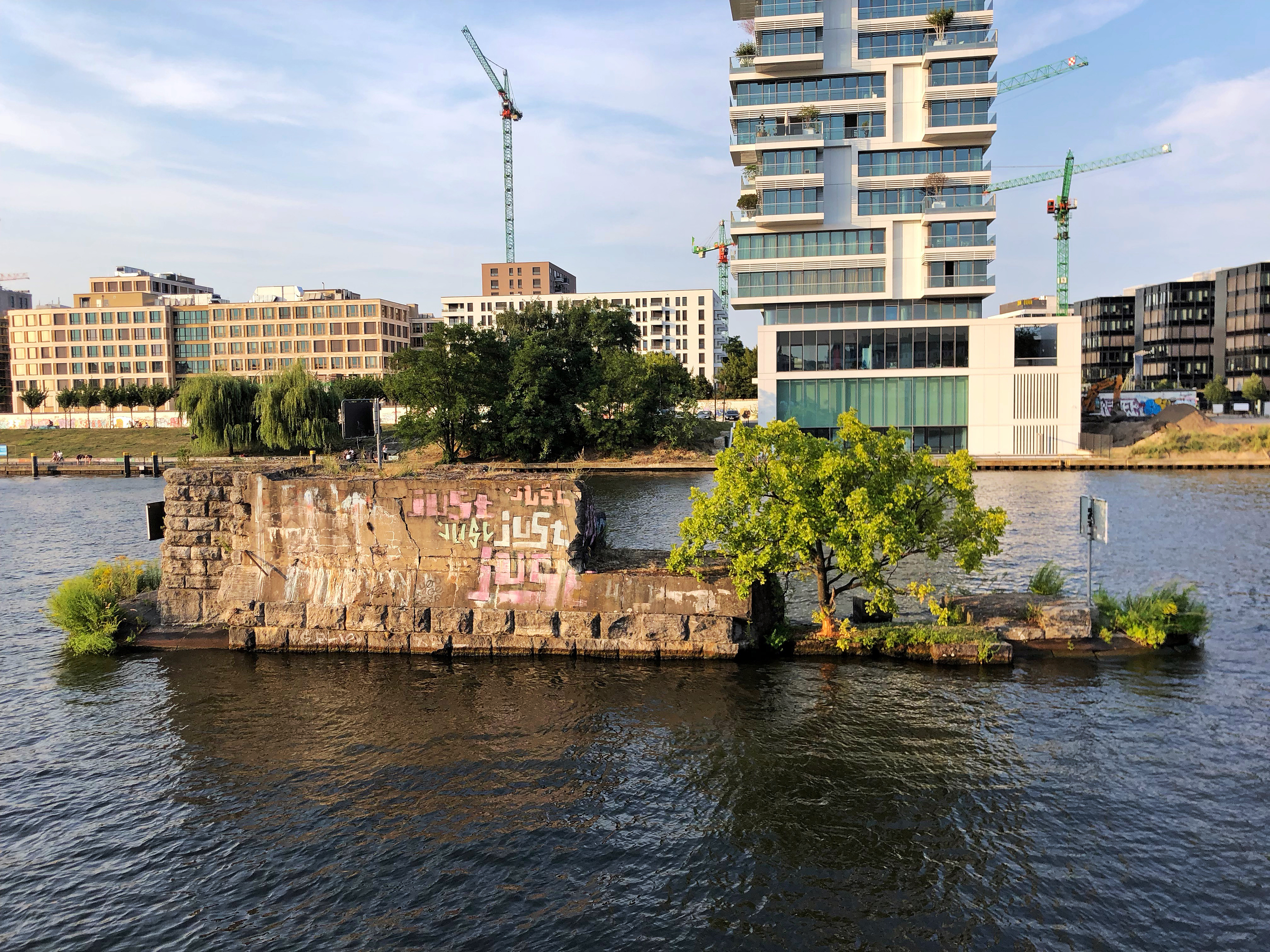
Erhaltener Pfeiler im Jahr 2018

Erst 1977 wurden die auf der Nordseite befindlichen Brückenpfeiler und das Widerlager total beseitigt. Kurz vor dem Fall der Mauer, im Spätsommer des Jahres 1989 gab es ein Abkommen zwischen der Ost-Berliner Verwaltung und den Zuständigen auf West-Berliner Seite zum Abbruch des im Fluss verbliebenen südlichen Pfeilers der Brommybrücke, wofür im Ost-Berliner Haushalt 1,75 Millionen Mark eingeplant waren. Die Ereignisse am 9. November 1989 und die darauf folgende Entwicklung in Berlin verhinderten diese Arbeiten.
Die Spree war von der Oberbaumbrücke bis zur Schillingbrücke zwischen 1945 und 1990 auch ein Teil der innerdeutschen Grenze, sie trennte den sowjetischen und den amerikanischen Sektor von Berlin. Nach dem Mauerbau im August 1961 versuchten immer wieder Fluchtwillige, den Ostsektor auf diesem Wege zu verlassen. – Ab 1990 erschien das Straßenstück der ehemaligen Brommystraße wieder in den amtlichen Vermessungskarten.

## Geplanter Neubau
Der Berliner Senat plante in den 1990er Jahren (dann um 2001 und schließlich ab 2007) einen Wiederaufbau der Brommybrücke. Die neuen Pläne zur Bebauung des Uferstreifens, das Mediaspree-Projekt, sehen eine Ansiedlung von Kommunikations- und Medienunternehmen in diesem Bereich beiderseits der Spree vor. Ein zweiter Verkehrsweg über die Spree wird somit wieder für dringlich gehalten. Die Ingenieurgesellschaft HL Hoffmann Leichter und der Architekt Gerhard Spangenberg haben inzwischen Gutachten und eine Projektskizze erstellt, wonach für etwa 20 Millionen Euro eine neue moderne Brommybrücke mit oben liegendem Stahltragwerk und darin untergebrachten zweietagigen Gewerbeeinheiten entstehen könnte (eine „bewohnte“ Brücke).

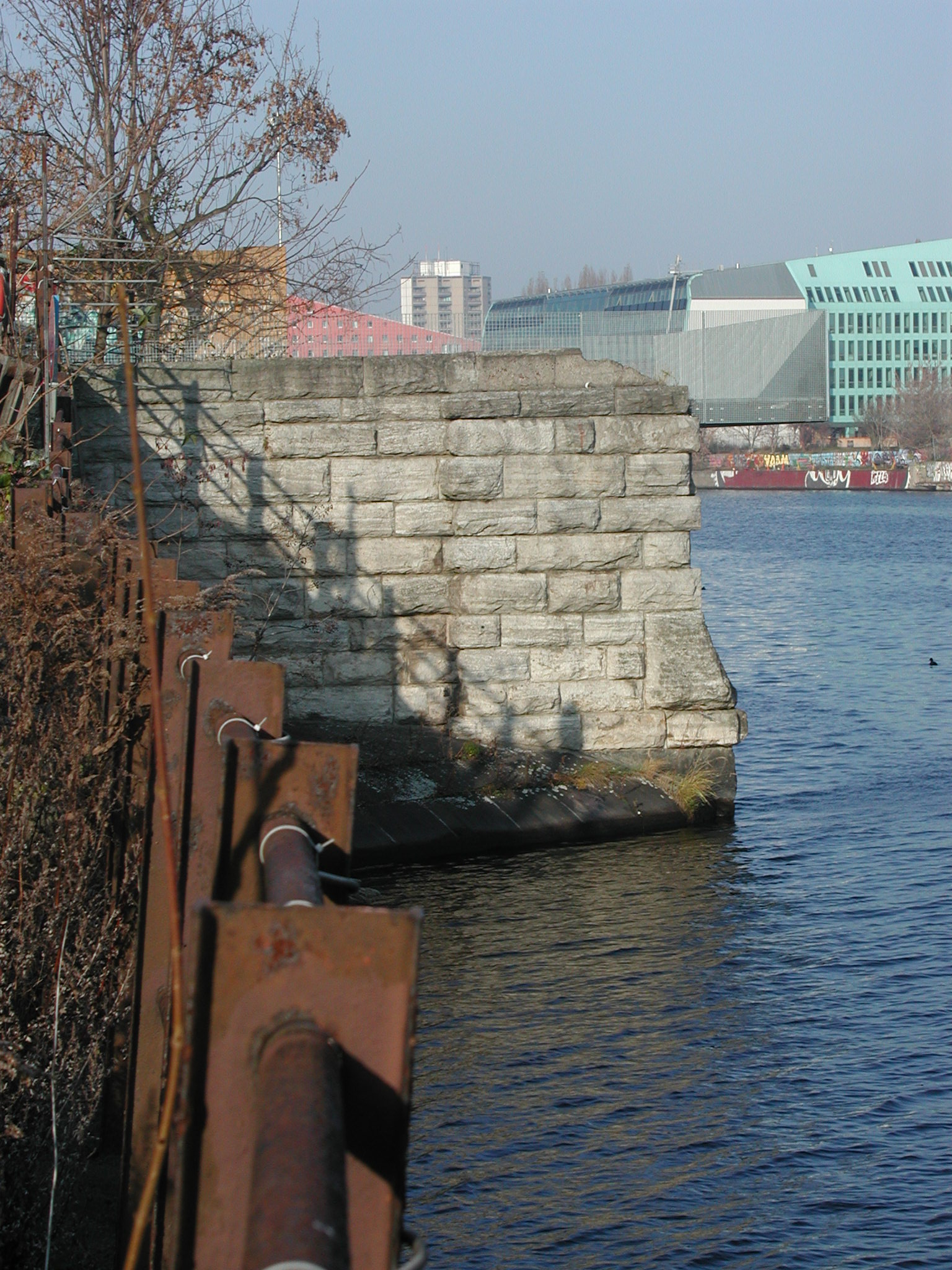
Spreebalkon im November 2007

Um das Südufer der Spree an dem Widerlager und dem verbliebenen Brückenpfeiler wieder der Öffentlichkeit zugänglich zu machen, wurde 2007 auf den stabilen Resten eine Aussichtsplattform errichtet, die mit dem Namen Spreebalkon (auch Brommybalkon genannt) an die ehemalige Brücke erinnert.
Am 5. September 2007 beschloss die Bezirksverordnetenversammlung (BVV) Friedrichshain-Kreuzberg den Neubau einer Brücke an historischer Stelle, der für den kompletten Straßenverkehr auszulegen ist, allerdings vorerst nur durch den öffentlichen Personennahverkehr sowie durch Radfahrer und Fußgänger genutzt werden soll.
Der Baubeginn war für das Jahr 2009 geplant. Wegen der allgemeinen Finanzkrise und massiver Widerstände verschiedener Gruppen konnte der Berliner Senat die bisher verfolgten Neubaupläne allerdings nicht umsetzen. Im Februar 2008 wurde öffentlich über eine Billigvariante der Brücke nachgedacht, die Radfahrern und Fußgängern dienen und damit „nur“ etwa 2,5 Millionen Euro kosten sollte. Beim Bürgerentscheid „Spreeufer für alle!“ im Juli 2008 stimmte die Bevölkerung dafür, nur einen Rad-/Fußgängersteg statt einer Straßenbrücke zu bauen.
In den Folgejahren hat die Senatsverwaltung lediglich die Vorplanung etwas vorangetrieben, nach welcher der Bau nun rund vier Millionen Euro kosten wird. Tatsächliche Bauaktivitäten wurden nicht begonnen (Stand: Januar 2016).
Ende September 2018 stellten Aktivisten des Netzwerks Fahrradfreundliches Friedrichshain-Kreuzberg ein knallpinkes Fahrrad auf dem verbliebenen Brückenkopf der Brommybrücke auf und befestigten mit Blickrichtung zum Spreebalkon ein Transparent mit der Aufschrift „Mit dem Rad und zu Fuß – Hier über den Fluss“, um ihrer Forderung nach einem Baubeginn Ausdruck zu verleihen.
Die BVV bekräftigte im März 2019 ihren Willen, die Brücke wieder aufzubauen und sucht nach Wegen der Finanzierung.
In einem Flyer der Berliner Senatsverwaltung für Mobilität, Verkehr, Klimaschutz und Umwelt zu „Aktuellen Brückenbaumaßnahmen 2025 / 2026“ wird auch die Brommybrücke genannt.